# Ílion
Ílion, (em grego: Ίλιον), é um município da Grécia, localizado em Atenas Ocidental, na região da Ática. Tem 9.453 km² de área e, em 2011, tinha 84 793 habitantes. Até 1994, era conhecida como Nea Liosia (em grego: Νέα Λιόσια).
Limita com os municípios de Agioi Anargyroi-Kamatero, Petrópolis e Peristeri.